# Korpus Jerzego Sebastiana Lubomirskiego

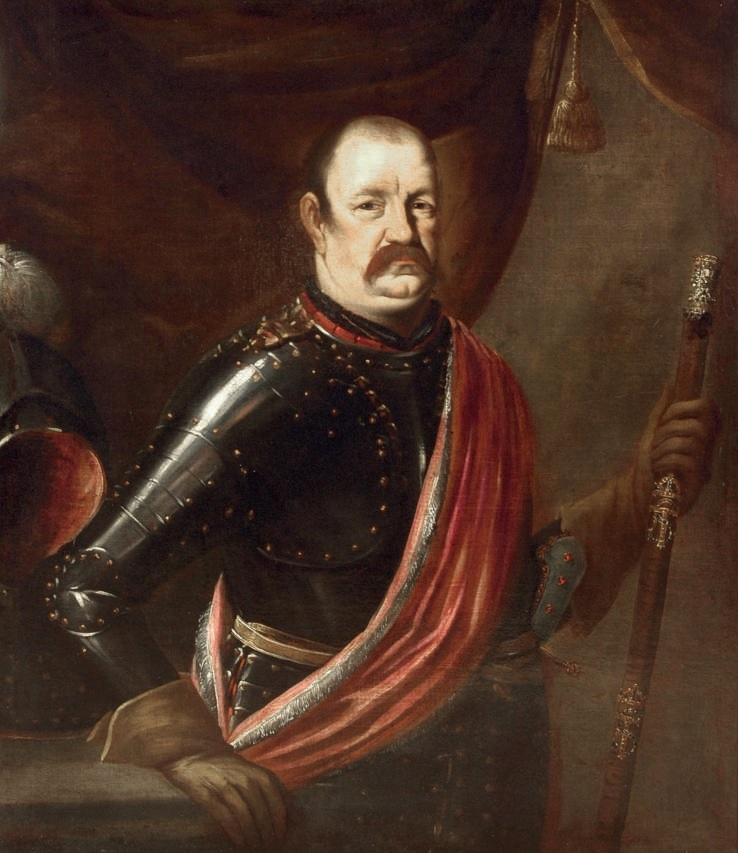
Jerzy Sebastian Lubomirski, hetman polny koronny i dowódca dywizji w 1660

Korpus Jerzego Sebastiana Lubomirskiego – jeden z korpusów koronnych okresu wojny północnej (1655-1660). Operował w 1659 na Pomorzu przeciwko Szwedom.

## Skład
- Pułk jazdy narodowej hetmana polnego Jerzego Lubomirskiego - jego chorągiew husarska, 16 chorągwi kozackich, 1 chorągiew tatarska
- Pułk jazdy narodowej Jana Zamoyskiego - jego chorągiew husarska, 3 chorągwie kozackie
- Pułk jazdy narodowej pisarza polnego Jana Sapiehy - 7 chorągwi kozackich, 3 chorągwie tatarskie, 1 chorągiew wołoska
- Regiment rajtarii Lubomirskiego pod Stefanem Franciszkiem de Oedt
- Gwardia JKM:
  - regiment pieszy pod gen. Fromholdem Wolffem
  - regiment dragonii pod Janem Henrykiem von Alten-Bockum
  - skwadron rajtarii - w regimencie Bockuma
- Dragonia:
  - regiment Jana Andrzeja Morsztyna, referendarza koronnego
  - regiment Jana Sapiehy, pisarza polnego koronnego – na garnizonach
  - skwadron Jana Sobieskiego, chorążego koronnego
  - skwadron Lubomirskiego pod kpt. Aleksandrem Pniewskim
- Piechota:
  - regiment generała artylerii Krzysztofa Grodzickiego pod obersztlejtn. Franciszkiem del Pace
  - regiment gen. Magnusa Ernesta Grothausa
  - regiment gen. majora Wilhelma Butlera
  - regiment Jana Zamoyskiego pod obersztejtnantem Andraultem de Buyem
  - regiment Jerzego Lubomirskiego pod obersztem Gyssy (Gissy)
  - regiment gen. majora Pawła Celarego – na garnizonach
  - regiment Bogusława Leszczyńskiego – na garnizonach